# Malta (musikgruppe)
 For alternative betydninger, se Malta (flertydig). (Se også artikler, som begynder med Malta)
Ved det svenske Melodifestivalen 1973 optrådte Claes af Geijerstam og Göran Fristorp under navnet Malta. Duoen vandt med sangen Sommaren som aldrig säger nej med tekst af Lars Forsell og musik af Monica og Carl-Axel Dominique. Fra denne sang stammer strofen Dina bröst är som svalor som häckar ("dine bryster er som svaler, der ruger") – en af de bedst kendte tekstpassager i svensk melodigrandprixhistorie. Ved den internationale finale samme år blev de nødt til at skifte navn for ikke at blive forvekslet med med landet Malta og optrådte derfor under navnet Nova og opnåede en femteplads. Den engelsksprogede version af sangen hed You're summer (you never tell me no).

## Ekstern henvisning
- The Diggiloo Thrush

| Musikgruppe | Spire Denne artikel om en svenske musikgruppe er en spire som bør udbygges. Du er velkommen til at hjælpe Wikipedia ved at udvide den. |